# Bundesstraße 1
La Bundesstraße 1 (abbreviazione: B 1) è una strada federale della Germania che si estende dal confine olandese vicino alla città di Aquisgrana fino al confine con la Polonia nel comune di Küstriner Vorland sull'Oder. Percorre un tratto della Bundesautobahn 40, una delle autostrade con il maggiore volume di traffico di tutta la Germania. 

## Descrizione

### Berlino
Arrivando da Potsdam la B1 attraversa lo Havel con il Glienicker Brücke ed entra nella città di Berlino.
Come Königstraße, passa attraverso il Volkspark Glienicke e attraversa la foresta di Berlino raggiungendo il centro di Wannsee. A Zehlendorf corre prima sulla Potsdamer Straße e dall'incrocio Clayallee/Teltower Damm fino all'incrocio Thielallee/Dahlemer corre sulla Berliner Straße.
Dalla stazione di Frankfurter Allee, passando sotto la Ringbahn, raggiunge il quartiere di Lichtenberg.

### Tratto finale
La B1 si estende su entrambi i lati del confine tra Germania e Polonia. Raggiunge il comune di Küstriner Vorland, prima del fiume Oder. Un primo ponte conduce fino ad un'isola e un secondo ponte più grande conduce dall'altro lato dell'Oder, al confine tedesco/polacco. La B1 termina allacciandosi alla strada statale DK22 polacca.

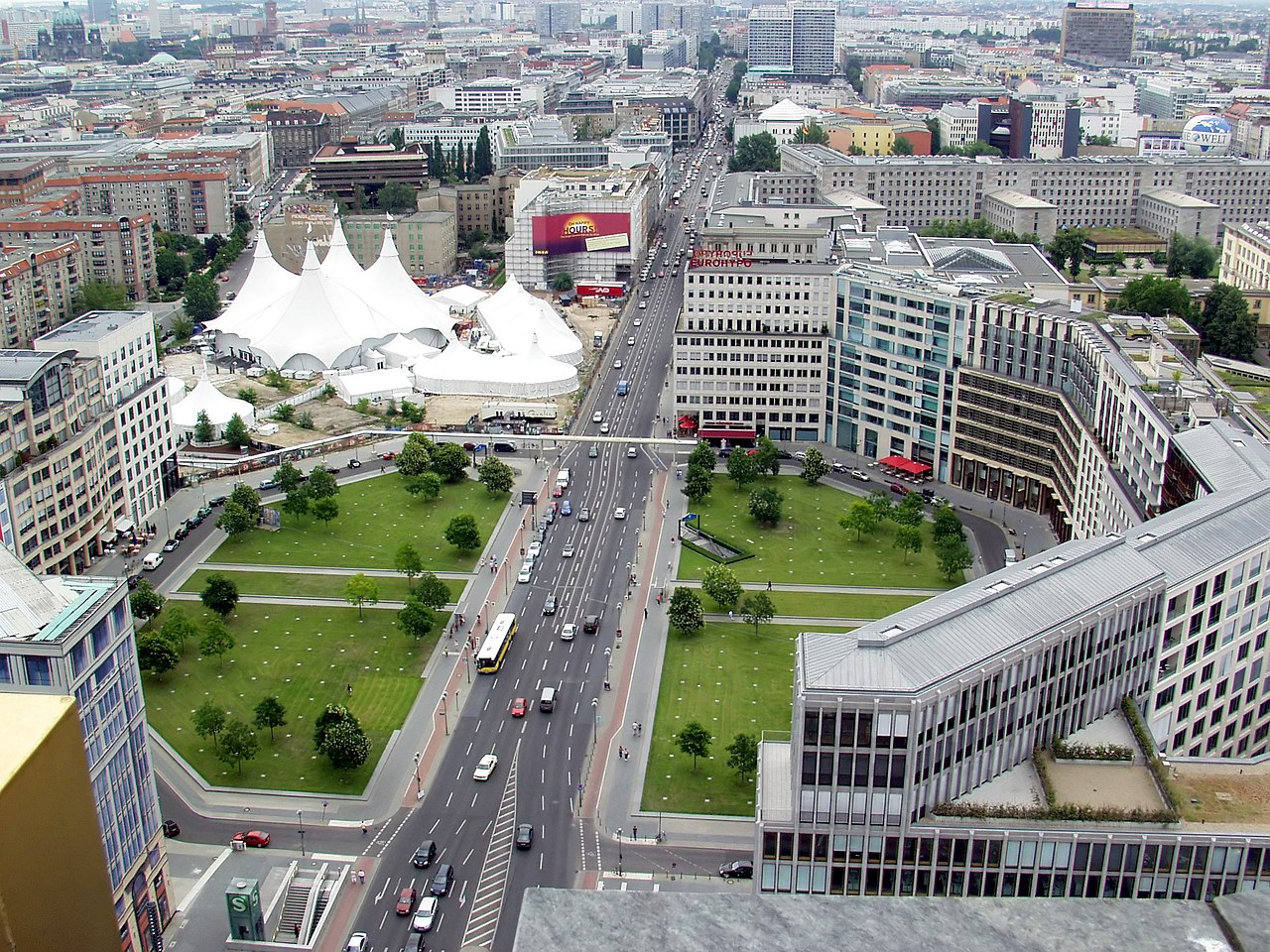
La Bundesstraße 1 attraversa la città di Berlino (Leipziger Platz)